# LIFE IS BEAUTIFUL (ROTTENGRAFFTYのアルバム)
『LIFE IS BEAUTIFUL』（ライフ・イズ・ビューティフル）は、ROTTENGRAFFTYの4枚目のミニ・アルバム。2015年10月7日、Getting Betterから発売。

## 概要
JVCケンウッド・ビクターエンタテインメント移籍後、初のリリース。ミニ・アルバムのリリースは、前作『SYNCHRONICITIZM』より実に12年半ぶり。DVD付初回限定盤、CDのみの通常盤の2タイプが販売された。

## 発売中止
2015年12月29日、収録曲に権利処理上の問題があるとして発売中止を発表。2016年6月30日、「Life is Beautiful」を除く5曲が、iTunesなどで配信されることを発表 。

## チャート成績
2015年10月19日付のオリコンチャートで8,103枚を売上、6位を記録。結成から16年で、シングル・アルバムを通して初のTOP10圏内へのランクインを果たした。

## 収録曲

### CD（全タイプ共通）
1. Life Is Beautiful
  - 作詞：KAZUOMI・NOBUYA・NAOKI
  - 作曲：KAZUOMI
  - 編曲：KAZUOMI・TeddyLoid
  - 表題曲。MVも制作された。
  - テレビ朝日系全国放送「musicるTV」10月度オープニングテーマ[8]。
2. P.I.L
  - 作詞：KAZUOMI・NOBUYA・NAOKI
  - 作曲・編曲：KAZUOMI
  - 2016年公開の映画「復讐したい」主題歌[9]。
3. アンスキニー・バップ
  - 作詞：KAZUOMI・NAOKI・NOBUYA
  - 作曲・編曲：KAZUOMI
4. かぞえ詩
  - 作詞：NAOKI・KAZUOMI
  - 作曲・編曲：KAZUOMI
5. Rainy
  - 作詞：KAZUOMI・NAOKI・NOBUYA
  - 作曲：KAZUOMI・NAOKI
  - 編曲：KAZUOMI
6. 一撃
  - 作詞：NOBUYA・NAOKI・KAZUOMI
  - 作曲・編曲：KAZUOMI

### DVD（初回限定盤のみ）
■ROTTENGRAFFTY presents ポルノ超特急2014” ライブダイジェストムービー
1. 世界の終わり
2. 零戦SOUNDSYSTEM
3. 銀色スターリー
4. 響く都
5. I & I
6. D.A.N.C.E.
7. THIS WORLD
8. 悪巧み〜 Merry Christmas Mr. Lawrence
9. STAY REAL
10. 金色グラフティー

■Life Is Beautiful制作秘話オフィシャルインタビュー映像